# Mezőkövesd
Mezőkövesd è una città dell'Ungheria di 17.995 abitanti (dati 2001). È situata nella contea di Borsod-Abaúj-Zemplén a 50 km dal capoluogo Miskolc.

## Storia
Nel 1275 la zona della città, secondo un documento ritrovato in una chiesa, risultava disabitata. Non è chiaro se un villaggio era qui presente e poi successivamente distrutto durante l'invasione dei Mongoli. Nel 1464 ottenne privilegi dal Re Mattia Corvino.
I Turchi la occuparono nel 1544 e otto anni dopo, mentre assediavano il Castello di Eger, la distrussero.
Fu ricostruita e distrutta di nuovo nel 1596 dopo una battaglia per il controllo di Mezőkeresztes. Rimase deserta per più di cento anni.
La ferrovia arrivò nel 1860.
La prima fonte di acqua termale fu scoperta nel 1938, successivamente furono aperti i bagni termali, anche oggi attrazione turistica.

### Gemellaggi
- Petriolo, dal 5 Aprile 2015

## Amministrazione
Gemellaggi
- Bad Salzungen
- Carei
- Malý Kamenec
- Petriolo
- Rüdesheim am Rhein
- Suplacu de Barcău
- Veľký Kamenec
- Vynohradiv
- Žatec
- Žiežmariai